# Luotian
Luotian  (en chino, 罗田; pinyin, Luótián) es un condado  bajo la administración directa de la Prefectura Huanggang en la Provincia de Hubei, República Popular China.  Su área es de 2129 km² y su población total para 2010 superó los 544 mil habitantes. 

## Administración
Desde octubre de 2022, el  Condado Luotian  se divide en 12 pueblos que se administran en 10 poblados y 2  villas.

## Toponimia
Hay cuatro teorías sobre el origen del nombre Luotian. 
Una teoría dice que el Estado Luo (罗国), un pequeño reino feudal que existió durante la dinastía Shang, emigró aquí durante el Período de Primavera y Otoño, y Luotian se refiere al territorio gobernado por el Estado Luo, de ahí su nombre, Luo (nombre propio) y Tian (terreno / campo).
Se dice que en la antigüedad, los jefes Baman (巴蛮) llamados Wenxiao Luo (文小罗) y Tian Guangxing (田光兴) ayudaron a la corte imperial a reprimir la rebelión e hicieron grandes contribuciones, por lo que el lugar fue nombrado "Luotian" tomando un carácter de cada uno de sus nombres.
Según el historiador local Wang Baoxin (王葆心), el topónimo "Luotian" proviene del hecho de que la región conocida como la Provincia Luo (罗州 Luozhou)  estaba dominada por el clan Tian (田氏).
la cuarta es que Luotian pertenecía a la Provincia Luo (罗州 Luozhou) antes de que se estableciera como condado, lo que significa 'los campos de Luo [zhou]'.